# Ulrich Albinus
Ulrich Albinus (* 15. März 1909 in Königsberg i. Pr.; † 31. Dezember 1988 in Schönwald im Schwarzwald) war ein deutscher Architekt und Kunsthistoriker.

## Leben
Albinus besuchte das Löbenichtsche Realgymnasium und studierte an der Technischen Hochschule Dresden. Als Diplom-Ingenieur trat er in den Verwaltungsdienst und wurde Ministerialrat im Bundesministerium der Verteidigung.
Im Zweiten Weltkrieg führte er eine technische Kompanie. Am 6. März 1945 geriet er bei Graudenz in sowjetische Kriegsgefangenschaft. Anstelle der verwirkten Todesstrafe wurde er zu 25 Jahren Zwangsarbeit in Gulags verurteilt. Mit Adenauers Heimkehr der Zehntausend kam er am 9. Oktober 1955 in das Lager Friedland. In seinen Beruf zurückgekehrt, wurde er Vorsitzender des Bundes der Technischen Beamten und (bis 1982) Vorsitzender der Vereinigung Löbenichtsches Realgymnasium. Von 1974 bis 1978 war er Vorsitzender der Stadtgemeinschaft Königsberg und langjähriger Kustos des Museums Stadt Königsberg in Duisburg. Bis zum 28. Januar 1982 war er Präsident der Altertumsgesellschaft Prussia.

## Schriften
- Das Haus Königsberg in Duisburg. In: Der gemeinsame Weg, 2 I (1976), S. 11–12.
- Die Erinnerung an Ostpreußens Hauptstadt lebt. Ein Rundgang durch das Haus Königsberg in Duisburg. In: Der gemeinsame Weg, 21 (1981), S. 36–38.
- Haus Königsberg, Duisburg. In: Jahrbuch für Ostdeutsche Volkskunde, 26 (1983), S. 343–348.

## Auszeichnungen
- Verdienstorden der Bundesrepublik Deutschland, Verdienstkreuz 1. Klasse
- Ehrenzeichen der Landsmannschaft Ostpreußen in Gold
- Königsberger Bürgermedaille